# Kolonisationsstyrelsen
Kolonisationsstyrelsen (finska: Asutushallitus), var ett finländskt centralt ämbetsverk under lantbruksministeriet. 
Kolonisationsstyrelsen inrättades 1917 för att ordna och främja den inre kolonisationen.  Den lades ned 1936, varvid dess åligganden överfördes på lantbruksministeriets kolonisationsavdelning. Vid ingången av 1959 återuppstod Kolonisationsstyrelsen (lag 1958), men lades ned på nytt 1971 och bildade tillsammans med Lantbruksstyrelsen ett nytt ämbetsverk, Jordbruksstyrelsen.